# Automobilový nárazník

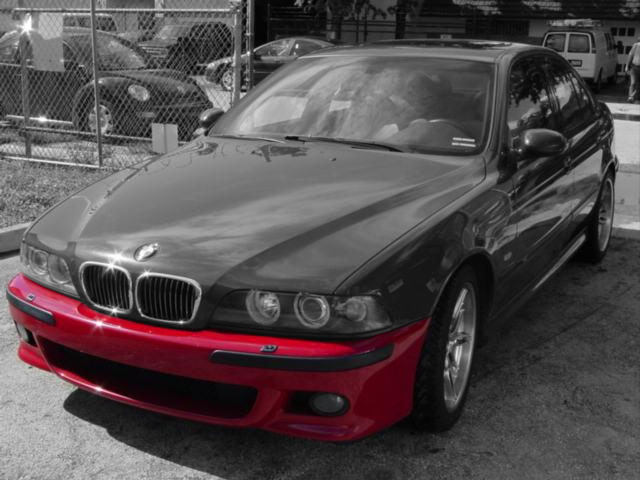
Přední nárazník BMW (zvýrazněný červeně)

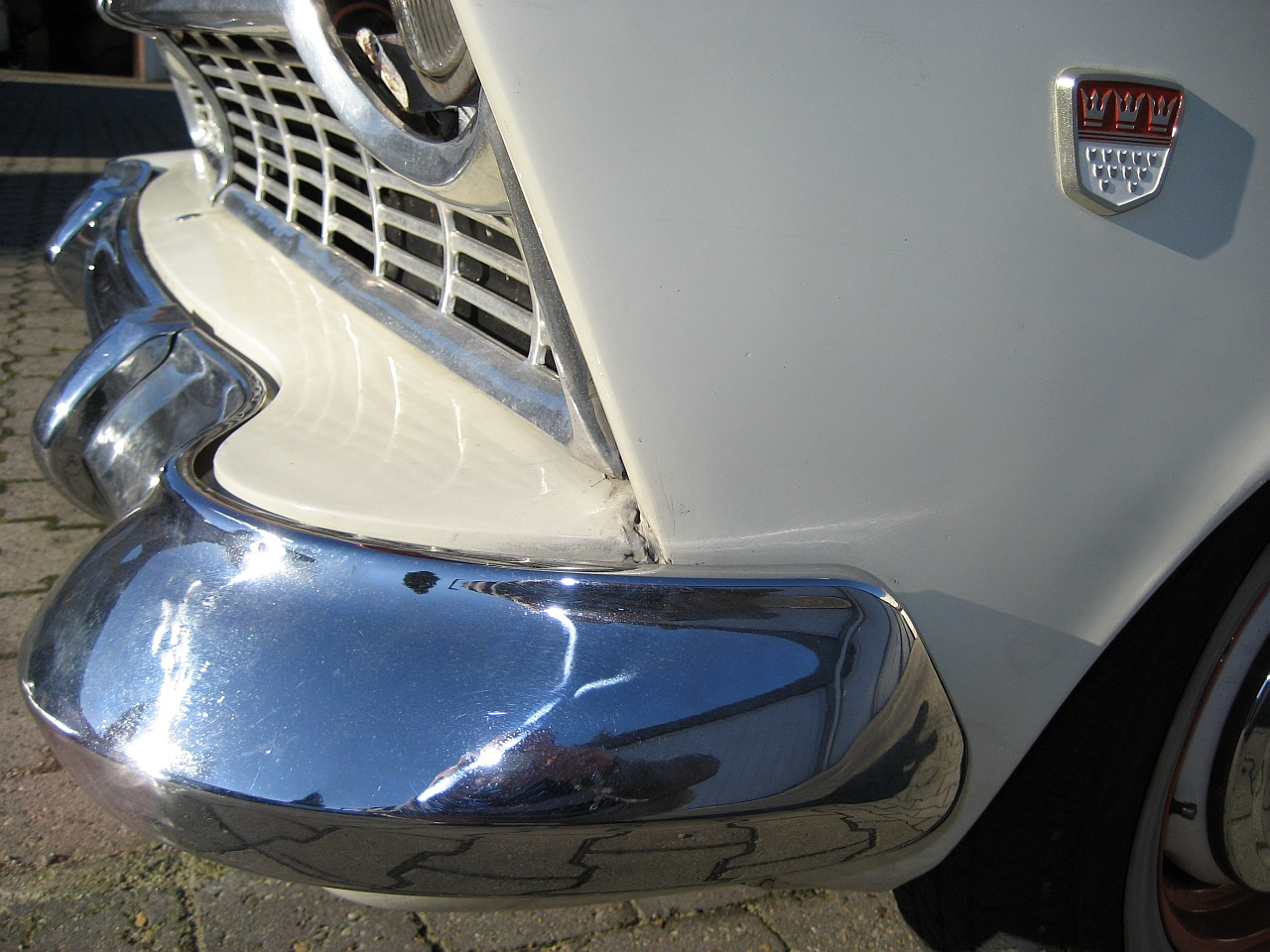
Chromovaný přední nárazník na Fordu Taunus z roku 1958

Nárazník je ta část automobilu, která zasahuje nejvíce vpřed a nejvíce vzad. Zdánlivě je navržen tak, aby umožnil přestát náraz bez poškození bezpečnostních systémů vozidla. Ve skutečnosti není s to zmírnit při vysokých rychlostech zranění cestujících, ale ve stále větší míře je konstruován s ohledem na co nejmenší zranění chodců sražených automobilem.
V mnoha jurisdikcích zákon požaduje, aby nárazníky byly součástí všech vozidel. Může být rovněž specifikována výška jejich umístění pro zajištění toho, aby v případě kolize většího vozidla s menším nedošlo k jeho vklouznutí pod větší (ochrana proti podjetí u nákladních automobilů).